# Amélie de Saxe-Weimar-Eisenach
Pour les articles homonymes, voir Amélie de Saxe (homonymie).
Amélie Maria da Gloria d'Augusta (Gand, 20 mars 1830 - Walferdange, Luxembourg, 1er mai 1872), princesse de Saxe-Weimar-Eisenach, est la première épouse du prince Henri d'Orange-Nassau, le fils du roi Guillaume II des Pays-Bas.

## Biographie
Elle est la fille du prince Bernard de Saxe-Weimar-Eisenach qui se met aux services des Pays-Bas et se distingue à la Bataille de Waterloo et d'Ida de Saxe-Meiningen, fille de Georges Ier de Saxe-Meiningen.
Elle rencontre Henri, aux côtés de son frère Alexandre, sur l'île de Madère en 1847. Elle épouse Henri à Weimar le 19 mai 1853 et ils s'installent au château de Walferdange au Luxembourg, où il est Stathouder. Comme elle l'a été avant son mariage, elle est active dans les organismes de bienfaisance devenant très populaire. C'est grâce à elle que les jardins d'enfants, à l'initiative de Friedrich Fröbel, sont introduits dans la région. Le mariage, cependant, reste sans enfant. À sa mort en 1872, elle est enterrée dans la Nouvelle église de Delft à Delft. En 1876, la ville de Luxembourg dévoile une statue d'elle en présence d'Henri. Une avenue de la ville est nommée en hommage à la princesse.